# Scott Morrison (cestista)
Scott Morrison (Vancouver, 3 gennaio 1986) è un ex cestista canadese.